# Capnia arensi
Capnia arensi is een steenvlieg uit de familie Capniidae. De wetenschappelijke naam van de soort is voor het eerst geldig gepubliceerd in 1964 door Zhiltzova.